# Frank Zander/Diskografie
Diese Diskografie ist eine Übersicht über die musikalischen Werke des deutschen Schlager-Sängers Frank Zander und seinen Pseudonymen wie Frankie & The Crazy’s, Fred Sonnenschein und seine Freunde, The Gloomys, Zazu und Ede and the Pommesfritzes. Seine erfolgreichsten Veröffentlichungen sind die Kompilation Die ganz persönliche Geburtstags CD und die Single Ja, wenn wir alle Englein wären mit je über 250.000 verkauften Einheiten.

## Alben

### Studioalben
| Jahr | Titel                           | Höchstplatzierung, Gesamtwochen/‑monate, AuszeichnungChartplatzierungen (Jahr, Titel, Platzierungen, Wochen/Monate, Auszeichnungen, Anmerkungen) | Höchstplatzierung, Gesamtwochen/‑monate, AuszeichnungChartplatzierungen (Jahr, Titel, Platzierungen, Wochen/Monate, Auszeichnungen, Anmerkungen) | Höchstplatzierung, Gesamtwochen/‑monate, AuszeichnungChartplatzierungen (Jahr, Titel, Platzierungen, Wochen/Monate, Auszeichnungen, Anmerkungen) | Anmerkungen                                                                    |
| Jahr | Titel                           | DE | AT | CH | Anmerkungen                                                                    |
| ---- | ------------------------------- | --- | --- | --- | ------------------------------------------------------------------------------ |
| 1975 | Wahnsinn                        | DE14 (6 Mt.)DE | AT2 (5 Mt.)AT | — | Erstveröffentlichung: 1. Juli 1975                                             |
| 1977 | Zander’s Zorn                   | DE4 (8 Mt.)DE | — | — | Erstveröffentlichung: 16. Januar 1977                                          |
| 1978 | Frank’s beknackte Ideen         | — | AT8 (4 Mt.)AT | — | Erstveröffentlichung: 1. April 1978                                            |
| 1979 | Donnerwetter                    | DE13 (8 Wo.)DE | — | — | Erstveröffentlichung: 2. Juli 1979                                             |
| 1981 | Ja, wenn wir alle Englein wären | DE20 (10 Wo.)DE | AT9 (2 Mt.)AT | — | Erstveröffentlichung: 26. Oktober 1981 als Fred Sonnenschein und seine Freunde |
| 1982 | Die fröhliche Hamster-Parade    | DE14 (11 Wo.)DE | — | — | Erstveröffentlichung: 19. April 1982 als Fred Sonnenschein und seine Freunde   |

grau schraffiert: keine Chartdaten aus diesem Jahr verfügbar
Weitere Studioalben
- 1982: Frankie’s Zanda Da Da
- 1987: Stromstöße
- 1988: Frankie’s Party
- 1990: Kurt – Quo vadis
- 1992: Einfach Zanders
- 1995: Garantiert Gänsehaut
- 1998: Zanders Power Pack
- 2000: Weihnachten mit Fred Sonnenschein und seinen Freunden
- 2004: Rabenschwarz Teil 1
- 2005: Rabenschwarz Teil 2
- 2008: Reibeisen[1]
- 2010: Kinder Schlager Party
- 2012: Typisch Wassermann[2]
- 2015: Immer noch der Alte[3]
- 2019: Urgestein

### Kompilationen
| Jahr | Titel                                              | Höchstplatzierung, Gesamtwochen/‑monate, AuszeichnungChartplatzierungen (Jahr, Titel, Platzierungen, Wochen/Monate, Auszeichnungen, Anmerkungen) | Höchstplatzierung, Gesamtwochen/‑monate, AuszeichnungChartplatzierungen (Jahr, Titel, Platzierungen, Wochen/Monate, Auszeichnungen, Anmerkungen) | Höchstplatzierung, Gesamtwochen/‑monate, AuszeichnungChartplatzierungen (Jahr, Titel, Platzierungen, Wochen/Monate, Auszeichnungen, Anmerkungen) | Anmerkungen                           |
| Jahr | Titel                                              | DE | AT | CH | Anmerkungen                           |
| ---- | -------------------------------------------------- | --- | --- | --- | ------------------------------------- |
| 1981 | Frank Zander                                       | — | AT12 (1 Mt.)AT | — | Erstveröffentlichung: 1. April 1981   |
| 2022 | Meine coolsten Hits – Das Beste zum 80. Geburtstag | DE21 (1 Wo.)DE | — | — | Erstveröffentlichung: 4. Februar 2022 |

grau schraffiert: keine Chartdaten aus diesem Jahr verfügbar
Weitere Kompilationen
- 1982: Stars in Gold
- 1989: Das große deutsche Schlager-Archiv (mit Tina York)
- 1990: Die unglaublichen Hits von Frank Zander
- 1994: Hier kommt Frank
- 1994: Der komplette Wahnsinn[4] (Doppel-CD)
- 1997: Nur nach Hause
- 1997: Szene, Zander
- 1999: Zander’s Hitbox
- 2000: Oh, Frank
- 2002: Die ganz persönliche Geburtstags CD (DE: Gold, Verkäufe: + 250.000)
- 2002: Die ganz persönliche Hochzeits CD
- 2005: Meine Besten
- 2007: Wahnsinn / Zander’s Zorn
- 2007: Hier kommt Knut – Meine tierischen Hits
- 2009: F.B.I. Donnerwetter
- 2009: Alles Gute Zum Geburtstag (Jubiläums-Neuaufnahme)
- 2011: Best of Wahnsinn[5]
- 2013: 40 Jahre Hamster Hits[6]

### EPs
- 1983: Frank Zander

## Singles
| Jahr | Titel Album                                                         | Höchstplatzierung, Gesamtwochen/‑monate, AuszeichnungChartplatzierungen (Jahr, Titel, Album, Platzierungen, Wochen/Monate, Auszeichnungen, Anmerkungen) | Höchstplatzierung, Gesamtwochen/‑monate, AuszeichnungChartplatzierungen (Jahr, Titel, Album, Platzierungen, Wochen/Monate, Auszeichnungen, Anmerkungen) | Höchstplatzierung, Gesamtwochen/‑monate, AuszeichnungChartplatzierungen (Jahr, Titel, Album, Platzierungen, Wochen/Monate, Auszeichnungen, Anmerkungen) | Anmerkungen                                                                                        |
| Jahr | Titel Album                                                         | DE | AT | CH | Anmerkungen                                                                                        |
| ---- | ------------------------------------------------------------------- | --- | --- | --- | -------------------------------------------------------------------------------------------------- |
| 1974 | Der Ur-Ur-Enkel von Frankenstein Wahnsinn                           | DE32 (2 Wo.)DE | AT1 (6 Mt.)AT | — | Erstveröffentlichung: 30. Dezember 1974                                                            |
| 1975 | Ich trink’ auf dein Wohl, Marie Wahnsinn                            | DE4 (25 Wo.)DE | AT8 (3 Mt.)AT | — | Erstveröffentlichung: 13. Januar 1975                                                              |
| 1975 | Nick-Nack-Man Wahnsinn                                              | — | AT15 (1 Mt.)AT | — | Erstveröffentlichung: 1. März 1975                                                                 |
| 1976 | Disco-Polka Wahnsinn                                                | DE22 (17 Wo.)DE | — | — | Erstveröffentlichung: 5. Januar 1976                                                               |
| 1976 | Oh, Susi (Der zensierte Song) Zander’s Zorn                         | DE2 (28 Wo.)DE | AT10 (3 Mt.)AT | — | Erstveröffentlichung: 20. Dezember 1976                                                            |
| 1977 | Splish-Splash-Badewannen-Party Zander’s Zorn                        | DE29 (4 Wo.)DE | — | — | Erstveröffentlichung: 4. Juli 1977                                                                 |
| 1978 | Die Frau von gegenüber Frank’s beknackte Ideen                      | DE38 (1 Wo.)DE | — | — | Erstveröffentlichung: 13. Februar 1978                                                             |
| 1978 | Disco Planet (Wir beamen) Frank’s beknackte Ideen                   | DE26 (16 Wo.)DE | AT13 (3 Mt.)AT | — | Erstveröffentlichung: 20. Februar 1978                                                             |
| 1979 | Captain Starlight Donnerwetter                                      | DE24 (21 Wo.)DE | — | — | Erstveröffentlichung: 19. Februar 1979                                                             |
| 1981 | Ja, wenn wir alle Englein wären                                     | DE1 Gold · (29 Wo.)DE | AT1 (5½ Mt.)AT | CH6 (6 Wo.)CH | Erstveröffentlichung: 10. August 1981 Verkäufe: + 250.000; als Fred Sonnenschein und seine Freunde |
| 1982 | Da da da ich weiß Bescheid, du weißt Bescheid Frankie’s Zanda Da Da | DE2 (16 Wo.)DE | AT2 (2½ Mt.)AT | CH2 (7 Wo.)CH | Erstveröffentlichung: 14. Juni 1982                                                                |
| 1986 | Jeannie (Die reine Wahrheit) Stromstöße                             | DE13 (9 Wo.)DE | AT4 (2 Mt.)AT | CH21 (4 Wo.)CH | Erstveröffentlichung: 10. März 1986                                                                |
| 1988 | Marlene Frankie’s Party                                             | DE41 (10 Wo.)DE | — | — | Erstveröffentlichung: 28. Februar 1988                                                             |
| 1989 | Hier kommt Kurt Kurt – Quo vadis                                    | DE7 (22 Wo.)DE | AT5 (19 Wo.)AT | CH14 (7 Wo.)CH | Erstveröffentlichung: Dezember 1989                                                                |
| 2007 | Hier kommt Knut Hier kommt Knut – Meine tierischen Hits             | DE62 (5 Wo.)DE | AT63 (2 Wo.)AT | — | Erstveröffentlichung: 13. April 2007                                                               |

Weitere Singles
- 1973: Erna/Erna Part II (als "Ede and the Pommesfritzes")
- 1973: Hamsterserenade (Tiritom-Bam-Bam)
- 1976: Ich wünsch’ dir für die Zukunft alles Gute (Marie Teil II)
- 1976: Nur du bist der Allerbeste
- 1979: Ich könnte Frau’n klau’n
- 1980: Crazy Harry
- 1980: Tu doch meine Asche in die Eieruhr
- 1981: C’est la vie – So ist nun mal das Leben
- 1981: When the War Broke Out
- 1983: Hurra, hurra, wir leben
- 1985: Na, dann woll’n wir noch mal
- 1987: Der Disco-King
- 1988: Bamboléo
- 1990: Kurt will tanzen
- 1992: Nur nach Hause…
- 1998: Sangria Maria
- 1998: Der Comedy Hit-Mix
- 1998: Frankie
- 1999: Es tut mir leid
- 2000: Noch ’ne Runde
- 2001: Zander’s Hammer
- 2003: Wir steh’n auf…
- 2005: Nachbar
- 2006: Meene Stadt (mit Prinz Pi & Biztram)
- 2008: Spaß ist für alle da!
- 2010: Fritze Bollmann
- 2010: Frank Zander (Barbra Streisand) (Kiss FM Allstars featuring Frank Zander, auch veröffentlicht unter Curry Sauce featuring Frank Zander[7])
- 2011: Hier kommt Kurt 2011
- 2019: Tanze Eileen
- 2020: Kopf oben
- 2022: Freunde wie Felsen
- 2023: Sommer in Berlin (mit DJ Tomekk)

## Videoalben
- 2002: Die ganz persönliche Geburtstags DVD
- 2002: Die ganz persönliche Hochzeits DVD
- 2003: Der komplette Wahnsinn

## Autorenbeteiligungen
| - Beate Hasenau 1975: Ich trink’ auf dein Wohl, Karl-Heinz - Bernhard Brink 1975: Ich bin noch zu haben 1976: Eine Party für zwei - Christian Anders 1973: Emely - Daniel David 1978: Ein Schuß Rum in den Tee - Die jungen Zillertaler 2010: Vogeltanz - Gunter Gabriel 1974: Bleib ruhig, Mann 1974: Das ist meine Art zu Leben (König der Tramps) | - Illegal 2001 1996: Als ich noch ein Kind war 1998: Astronauten 1998: Auf und davon 1998: Geburtstag 1998: Gute Nacht 1998: Guter Tag 1998: Ich liebe dich 1998: Irgendwo 1998: Schick mich in die Wüste 1998: Urlaub 1998: Wenn’s kommt 1998: Wiedergefunden 1998: Wir leben alle nur einmal 2001: Ich weiß es nicht | - Mathou 2006: Head Held High - Orchester Udo Reichel 1979: Pilli Willi - Rolly Joker 1981: Yakety Gag |

## Statistik

### Chartauswertung
|                     | DE    | AT    | CH    |
| ------------------- | ----- | ----- | ----- |
| Nummer-eins-Alben   | DE—DE | AT—AT | CH—CH |
| Top-10-Alben        | DE1DE | AT3AT | CH—CH |
| Alben in den Charts | DE6DE | AT4AT | CH—CH |

|                       | DE     | AT     | CH    |
| --------------------- | ------ | ------ | ----- |
| Nummer-eins-Singles   | DE1DE  | AT2AT  | CH—CH |
| Top-10-Singles        | DE5DE  | AT7AT  | CH2CH |
| Singles in den Charts | DE14DE | AT10AT | CH4CH |

### Auszeichnungen für Musikverkäufe
Anmerkung: Auszeichnungen in Ländern aus den Charttabellen bzw. Chartboxen sind in ebendiesen zu finden.
| Land/RegionAuszeichnungen für Musikverkäufe (Land/Region, Auszeichnungen, Verkäufe, Quellen) | Gold     | Platin | Verkäufe | Quellen           |
| -------------------------------------------------------------------------------------------- | -------- | ------ | -------- | ----------------- |
| Deutschland (BVMI)                                                                           | 2× Gold2 | —      | 500.000  | musikindustrie.de |
| Insgesamt                                                                                    | 2× Gold2 | —      |          |                   |